# Międzynarodowy Ruch Czerwonego Krzyża i Czerwonego Półksiężyca
Międzynarodowy Ruch Czerwonego Krzyża i Czerwonego Półksiężyca (ang. International Red Cross and Red Crescent Movement) – międzynarodowy ruch humanitarny, zrzeszający około 97 milionów wolontariuszy na całym świecie, stworzony aby chronić ludzkie zdrowie i życie, zapewniać szacunek dla istoty ludzkiej, oraz by łagodzić i zapobiegać ludzkiemu cierpieniu, odrzucając jednocześnie dyskryminację opartą na pochodzeniu narodowościowym, rasowym, klasowym, przekonaniach religijnych, czy politycznych.
Często używane określenie „Międzynarodowy Czerwony Krzyż” jest właściwie terminem nieprawidłowym, gdyż nie istnieje jedna organizacja nosząca tę nazwę. W rzeczywistości ruch tworzy kilkanaście organizacji, które są od siebie niezależne, lecz zjednoczone w ruchu pod wspólnymi zasadami, celami, symbolami, statutami, oraz zarządzającymi organami. W skład ruchu wchodzą:
1. Międzynarodowy Komitet Czerwonego Krzyża (ICRC) – będący strażnikiem prawa humanitarnego konfliktów zbrojnych, który może składać skargi do Komitetu Praw Człowieka ONZ oraz Europejskiego Trybunału Praw Człowieka.
2. Międzynarodowa Federacja Towarzystw Czerwonego Krzyża i Czerwonego Półksiężyca (IFRC)
3. Stowarzyszenia krajowe Czerwonego Krzyża (w tym Polski Czerwony Krzyż), Czerwonego Półksiężyca (w większości państw muzułmańskich) i Czerwonej Gwiazdy Dawidowej (Magen David Adom; w Izraelu)

## Międzynarodowy Komitet Czerwonego Krzyża

Flaga Międzynarodowego Komitetu Czerwonego Krzyża

MKCK jest niezależną, neutralną organizacją zapewniającą ochronę i pomoc humanitarną ofiarom wojny i przemocy. Nie jest organizacją rządową, mimo iż współpracują z nią rządy państw. Nie jest również organizacją pozarządową, ponieważ oprócz działalności społecznej i indywidualnej obejmuje także zakres działalności państwowej. Międzynarodowy Komitet Czerwonego Krzyża otrzymał obecną nazwę w 1875 roku po przyjęciu jako znaku rozpoznawczego dla sanitariuszy i szpitali polowych odwrotnych barw sztandaru Szwajcarii (czerwony krzyż na białym tle). Jest to centrum informacji o jeńcach, osobach internowanych i zaginionych. Interweniuje również w tych sprawach u właściwych władz, zajmuje się poszukiwaniem zaginionych oraz wymianą jeńców podczas wojny. Komitet spieszył z pomocą humanitarną ofiarom konfliktów w Wietnamie, na Bliskim Wschodzie, w Ameryce Środkowej i Afryce. Uczestniczy w przygotowaniu projektów konwencji dotyczących humanitarnego prawa konfliktów zbrojnych. Może z upoważnienia stron walczących występować w roli mediatora i pośredniczyć w wymianie jeńców wojennych, rannych i chorych osób cywilnych.

## Misja
Podstawową misją Czerwonego Krzyża i Czerwonego Półksiężyca jest zapobieganie i łagodzenie cierpienia ludzkiego oraz ochrona ludzkiej godności, bez jakiejkolwiek dyskryminacji dotyczącej narodowości, rasy, płci, przekonań religijnych lub politycznych. W wypełnianiu swojej misji Czerwony Krzyż i Czerwony Półksiężyc podejmuje przede wszystkim takie zadania jak:
- ochrona życia i zdrowia,
- zapewnienie poszanowania istoty ludzkiej, zwłaszcza podczas konfliktów zbrojnych i w innych krytycznych sytuacjach,
- praca na rzecz zapobiegania chorobom i rozwijanie pomocy społecznej,
- aktywizowanie pracy wolontariuszy i stała gotowość do niesienia pomocy,
- budowa uniwersalnego poczucia solidarności ze wszystkimi, którzy potrzebują ochrony i pomocy.

Statut, wspólny dla wszystkich części składowych Ruchu CK i CP, określa następująco jego wspólną misję:

Stowarzyszenia krajowe Czerwonego Krzyża i Czerwonego Półksiężyca, Międzynarodowy Komitet Czerwonego Krzyża i Międzynarodowa Federacja Stowarzyszeń Czerwonego Krzyża i Czerwonego Półksiężyca stanowią łącznie światowy ruch humanitarny, którego posłannictwem jest zapobieganie ludzkim cierpieniom i łagodzenie ich wszędzie, gdzie one występują, ochrona życia i zdrowia oraz działanie na rzecz poszanowania istoty ludzkiej, zwłaszcza w czasie konfliktu zbrojnego i w innych sytuacjach zagrożenia, praca na rzecz zapobiegania chorobom oraz podnoszenia zdrowotności i opieki społecznej, popieranie dobrowolnego niesienia pomocy oraz stałej gotowości członków Ruchu do niesienia pomocy, jak również powszechnego poczucia solidarności z tymi, którzy potrzebują pomocy i ochrony ze strony Ruchu.

Poprzez swą działalność humanitarną i upowszechnianie swoich ideałów Ruch CK i CP wspiera trwały pokój, który nie może być rozumiany po prostu jako stan bez wojny, lecz jako dynamiczny proces współpracy między wszystkimi państwami i narodami, współpracy opartej na poszanowaniu wolności, niepodległości i suwerenności narodów, równości praw człowieka, jak również na sprawiedliwym i równym podziale zasobów dla zaspokajania potrzeb narodów. „Inter arma caritas” („Miłosierdzie wśród walki”) oraz „Per humanitatem ad pacem” („Przez humanitaryzm do pokoju”) – to dewizy wyrażające wspólne ideały Ruchu CK i CP.

## Podstawowe zasady
- humanitaryzm – człowieczeństwo, ochrona życia, zdrowia i poszanowanie ludzkiej godności i praw człowieka
- bezstronność – pomoc udzielana bez rozróżnienia wszystkim stronom konfliktu, najpierw najbardziej potrzebującym
- neutralność – brak stanowiska w sporach: religijnych, rasowych, politycznych itp.
- niezależność – niezależność od państwa w granicach prawa
- dobrowolność – przynależność do organizacji jest dobrowolna, nieprzymusowa
- jedność – w każdym z krajów istnieje tylko jedna organizacja działająca w ramach Czerwonego Krzyża lub Czerwonego Półksiężyca
- powszechność – wszystkie stowarzyszenia są równe, Czerwony Krzyż i Czerwony Półksiężyc stara się być obecny na całym świecie

## Cele organizacji
- opieka nad rannymi, chorymi i jeńcami w czasie wojny,
- pomoc ofiarom klęsk żywiołowych, wypadków i epidemii w okresie pokoju,
- wizytuje obozy dla uchodźców i internowanych,
- opieka nad uchodźcami,
- jest źródłem informacji o jeńcach,
- organizowanie kursów ratowniczych, szkolenia sanitariuszy,
- szerzenie oświaty zdrowotnej,
- organizowanie krwiodawstwa.

## Historia Ruchu

### Henri Dunant pod Solferino
Czerwony Krzyż powstał w 1863 roku z inicjatywy szwajcarskiego filantropa i finansisty Henriego Dunanta, wstrząśniętego widokiem dogorywających i pozostawionych sobie rannych, jaki ujrzał 24 czerwca 1859 roku na pobojowisku wielkiej bitwy pod Solferino, gdzie armia Cesarstwa Austrii stoczyła krwawą całodniową bitwę z armią włoską wspomaganą przez armię francuską. W wyniku bitwy na polu walki pozostało nieomal 30 tysięcy ofiar, w tym ponad 20 tysięcy rannych. Wstrząśnięty widokiem ofiar pozostawionych praktycznie bez opieki, podjął spontanicznie próbę udzielenia im pomocy przy udziale miejscowej ludności, którą z powodzeniem zachęcił do wynoszenia i pielęgnowania rannych, niezależnie od ich narodowości.

### Komitet Pięciu

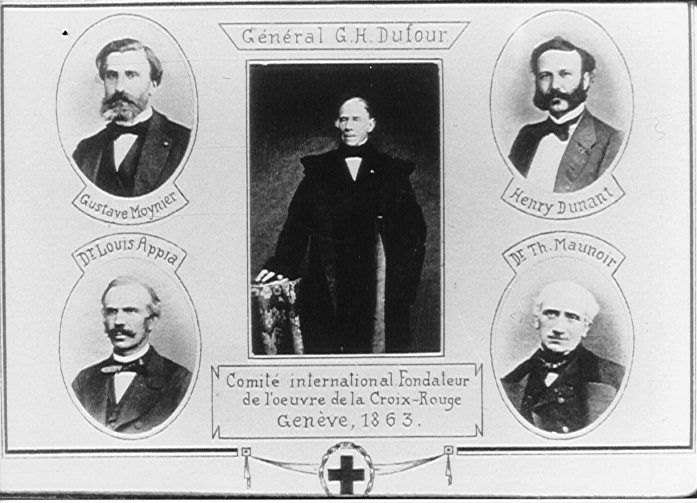
Komitet Pięciu – Komitet Założycielski Czerwonego Krzyża

Po powrocie do rodzinnej Genewy napisał książkę Wspomnienie Solferino, w której zawarł opis tego co widział i przeżył oraz przedstawił swoje propozycje, a przede wszystkim ideę powołania dodatkowej służby medycznej, która miałaby nieść pomoc rannym w czasie wojny. Zaproponował powołanie narodowych stowarzyszeń pomocy, które w czasie pokoju przygotowywałyby swych wolontariuszy do takich zadań, a ponadto postulował, by ranni oraz ci, którzy się nimi opiekują, byli uznawani za osoby neutralne nawet na polu walki.
Idee te poparli czterej znani obywatele Genewy – Gustave Moynier, gen. Guillaume Henri Dufour, dr Louis Appia i dr Théodore Maunoir, powołując wspólnie Międzynarodowy Komitet Pomocy Rannym, który przekształcił się nieco później w Międzynarodowy Komitet Czerwonego Krzyża.
Inicjatywa spotkała się z dużym rozgłosem w całej Europie. W październiku 1863 spotykają się na konferencji w Genewie osoby popierające pomysł Henry Dunanta z 16 państw, przyjmując postanowienia określające rolę krajowych Komitetów Pomocy Rannym. Czerwony Krzyż na białym tle (odwrotność flagi szwajcarskiej) przyjęto jako symbol powoływanych organizacji. Był to początek Ruchu Czerwonego Krzyża.
W grudniu 1863 powstały krajowe organizacje w Wirtembergii i Oldenburgu, w lutym 1864 w Belgii i Prusach. Pierwszym z „Czerwonym Krzyżem” w nazwie było Holenderskie Towarzystwo Czerwonego Krzyża w 1867 roku. Turecki Czerwony Półksiężyc powstał w 1868, Japoński Czerwony Krzyż w 1877, Rosyjski Czerwony Krzyż w 1879, Amerykański Czerwony Krzyż w 1881.
Prawo wewnętrzne chroniące znak czerwonego krzyża jako pierwsza wprowadziła w 1891 r. Belgia.

Flaga Czerwonego Krzyża

### Konwencja Genewska
Międzynarodowy Komitet Czerwonego Krzyża podjął starania, by przekonać rządy państw o konieczności zapewnienia pomocy i ochrony rannym żołnierzom i osobom świadczącym tę pomoc. Starania te doprowadziły do przyjęcia w 1864 traktatu międzynarodowego zwanego Konwencją Genewską o „polepszeniu losu rannych w armiach czynnych”. Czerwony krzyż został wówczas prawnie uznany za znak ochronny wojskowej służby zdrowia.
Na Konwencję tę trzykrotnie powołała się Deklaracja brukselska (1874) w art. 13, 35 i 56.

Flaga Czerwonego Półksiężyca

### Czerwony Półksiężyc
Znak Czerwonego Półksiężyca powstał jako muzułmański odpowiednik znaku Czerwonego Krzyża. Półksiężyc jest symbolem islamu. Od czasu wojny rosyjsko-tureckiej w 1876 czerwony półksiężyc stał się rozpoznawalnym znakiem pomocy humanitarnej w krajach islamskich. Znak został oficjalnie wpisany do Konwencji Genewskich z 1929 roku (art. 19 i 24 Konwencji o rannych, równocześnie uznano znak Czerwonego Lwa i Słońca). Organizacje Al-Hilal al-Ahmar (arab. czerwony półksiężyc) Stowarzyszenia krajowe Czerwonego Półksiężyca współtworzyły dzisiejszy Międzynarodowy Ruch Czerwonego Krzyża i Czerwonego Półksiężyca. Od tego momentu funkcjonuje na równi ze znakiem Czerwonego Krzyża.

### Udział w wielkich konfliktach zbrojnych
W ciągu następnych lat powstały nowe stowarzyszenia krajowe Czerwonego Krzyża i Czerwonego Półksiężyca. Odgrywały one dużą rolę w niesieniu pomocy rannym w czasie różnych konfliktów zbrojnych, a szczególnie w czasie I wojny światowej, a po nastaniu pokoju podjęły szereg innych zadań w dziedzinie ochrony zdrowia, pomocy socjalnej, działalności wśród młodzieży, szkolenia pierwszej pomocy i organizowania ratownictwa, szkolenia pielęgniarek i innego personelu sanitarnego, tworzenia szpitali i zakładów opiekuńczych, niesienia pomocy ofiarom klęsk i konfliktów, krwiodawstwa, poszukiwań ofiar wojny i wiele innych.

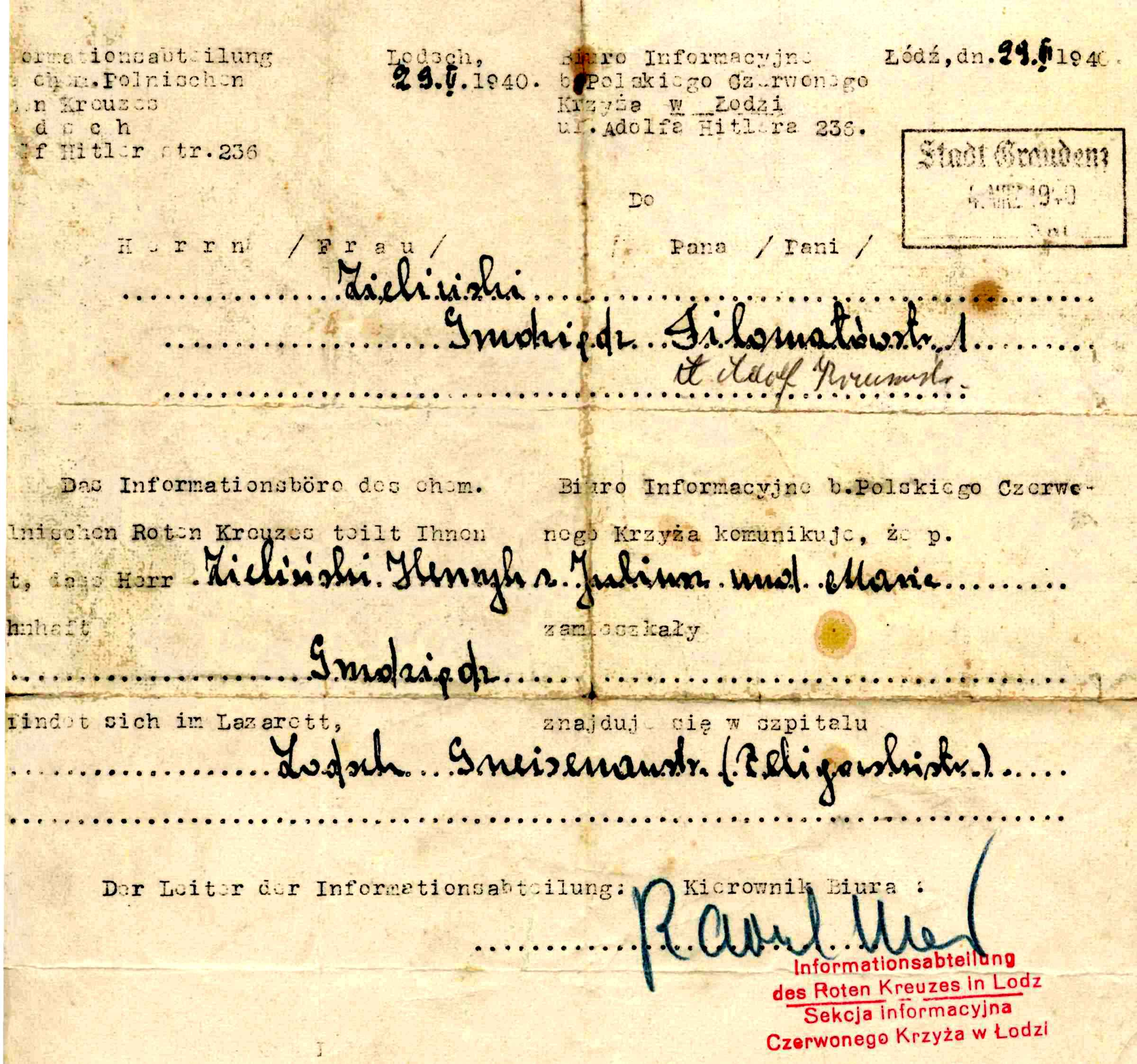
Informacja Czerwonego Krzyża z Łodzi z roku 1940 zawiadamiająca o miejscu pobytu rannego żołnierza (powiększ)

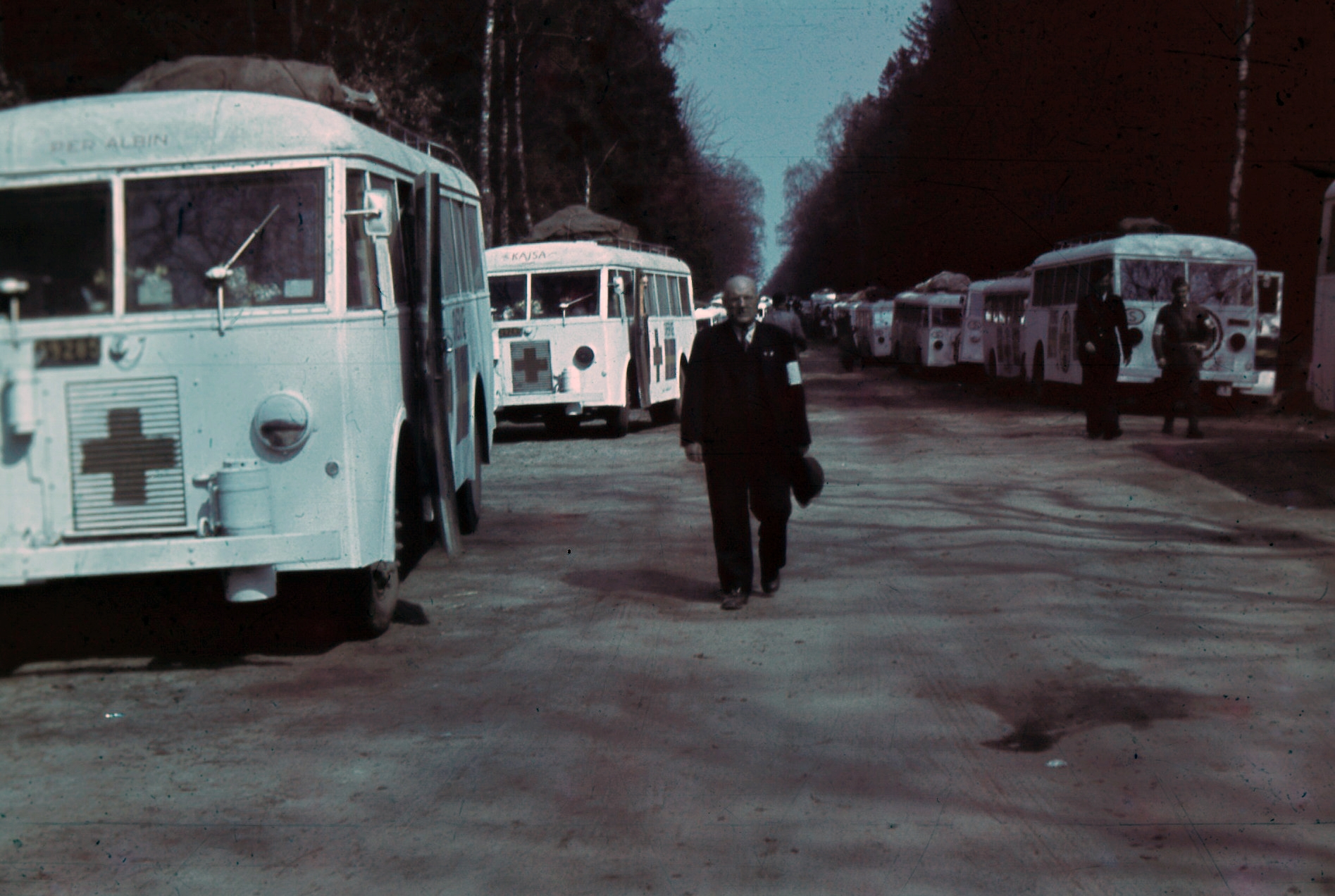
Białe autobusy oznaczone Czerwonym Krzyżem ratowały więźniów niemieckich nazistowskich obozów śmierci podczas II wojny światowej

W 1919 powołano Ligę Stowarzyszeń Czerwonego Krzyża i Czerwonego Półksiężyca (w 1991 zmieniono jej nazwę na Międzynarodową Federację Stowarzyszeń Czerwonego Krzyża i Czerwonego Półksiężyca). Miało to na celu ułatwianie wzajemnych kontaktów i współpracy, koordynowanie działalności w różnych dziedzinach, inicjowanie nowych form pracy, wymianę doświadczeń.
Od 1933 kiedy naziści zdobyli władzę w Niemczech do Czerwonego Krzyża w Szwajcarii zaczęły docierać pierwsze informacje o łamaniu praw człowieka w niemieckich więzieniach i obozach koncentracyjnych.
W czasie II wojny światowej Czerwony Krzyż nie przerwał -znanej już wtedy aliantom- zbrodni Holocaustu, ale dokonywał pewnych prób pomocy humanitarnej w krajach okupowanych przez Niemców. W 1942 Niemiecki Czerwony Krzyż poinformował szwajcarski Czerwony Krzyż, że nie będzie udostępniał żadnych informacji o losie „nie-aryjskich” więźniów (Żydów) czym potwierdził swoją współpracę ze zbrodniczym reżimem niemieckich nazistów. W 1943 niemieccy naziści zgodzili się aby Czerwony Krzyż wysyłał paczki z pomocą humanitarną, żywnością i lekami do więźniów obozów koncentracyjnych w okupowanej Europie jeśli znane są ich nazwiska. W rezultacie paczek przygotowano zbyt mało, zdarzało się, że były rabowane przez Niemców, a efekty całej akcji były mizerne. Czerwony Krzyż uratował 3500 żydowskich sierot zagrożonych przez Niemców śmiercią poprzez ich ewakuację z Rumunii do Palestyny w 1944. Szwajcarski Czerwony Krzyż w 1944 uratował 15000 węgierskich Żydów w tym wiele dzieci przed wysłaniem ich do niemieckiego obozu śmierci Auschwitz-Birkenau. Czerwony Krzyż wysyłał ze Szwajcarii pociągi z żywnością i lekarstwami dla Polaków ocalonych z powstania warszawskiego, aresztowanych przez Niemców w obozie w Pruszkowie. Inspekcje Czerwonego Krzyża w obozach koncentracyjnych w okupowanej Europie były oszukiwane i manipulowane przez niemieckich nazistowskich zbrodniarzy, którzy deklarowali że aresztowani przez nich ludzie są traktowani dobrze i oczekiwali w związku z tym pozytywnych opinii. Było tak w niemieckim obozie koncentracyjnym i getcie w Terezinie w Czechach, gdzie zmarło z głodu i chorób około 33000 Żydów ale Niemcy po starannych przygotowaniach obozu i wyrzuceniu osób chorych na pastwę losu wywarli na inspektorach Czerwonego Krzyża fałszywe wrażenie, że nic złego tam się nie dzieje a ludzie są tam zadbani i żyją w przyzwoitych i higienicznych warunkach zapewnionych przez niemiecki rząd. W Terezinie Niemcy terroryzowali Żydów, którzy tuż przed i po inspekcji byli wysyłani do obozów śmierci. Inspekcja została zaproszona tylko do obejrzenia wyremontowanych zabudowań i parków oddalonych od brudnych baraków i krematorium. Inspekcja Czerwonego Krzyża sporządziła wtedy w 1944 pozytywny raport na temat tego niesławnego nazistowskiego obozu, po którym oprowadzał ich zastraszony przez Niemców „burmistrz” Paul Eppstein, który miał akurat podbite oko. Rok wcześniej Watykan poprosił Niemców o możliwość inspekcji obozu w Terezinie, ale mu odmówiono. Niemieccy naziści nielegalnie wykorzystywali znak Czerwonego Krzyża na samochodach dowożących truciznę Zyklon-B do mordowania ludzi w obozach śmierci w okupowanej Europie. Pod koniec II wojny światowej szwedzki i duński Czerwony Krzyż wziął udział w międzynarodowej akcji ratowania ludzi z obozów koncentracyjnych w Niemczech poprzez organizację tzw. białych autobusów. W 1943 Stalin nie zgodził się na udział szwajcarskiego Czerwonego Krzyża w badaniu zbrodni katyńskiej, jednakże udało się zorganizować komisję lekarską z udziałem Polskiego Czerwonego Krzyża i jednego niezależnego eksperta ze Szwajcarii, który potwierdził winę ZSRR. Międzynarodowy Komitet Czerwonego Krzyża poniósł przerażającą klęskę w ratowaniu ludzi przed niemieckim nazistowskim oraz komunistycznym ludobójstwem narodów świata podczas II wojny światowej i pomógł tylko nielicznym.
Po II wojnie światowej nastąpił znaczny rozwój Ruchu, zwłaszcza dzięki powstaniu wielu nowych stowarzyszeń krajowych, szczególnie w krajach rozwijających się. Podjęto nowe zadania związane np. ze zwalczaniem skutków narkomanii, bezrobocia, nowych epidemii (np. AIDS), szeroko pojętą problematyką rozwoju. Ruch Czerwonego Krzyża i Czerwonego Półksiężyca stał się najważniejszą światową organizacją świadczącą pomoc i ochronę ofiarom klęsk i konfliktów zbrojnych.

### Okres powojenny

Emblemat IFRC

Jednocześnie organizacja prowadzi prace nad rozwojem i doskonaleniem międzynarodowego prawa humanitarnego, która doprowadziła w 1949 do podpisania czterech konwencji genewskich o ochronie ofiar wojny, a w 1977 do przyjęcia 2 Protokołów Dodatkowych do tych konwencji. W dniu 8 grudnia 2005 r. przyjęto III Protokół dodatkowy o znaku Czerwonego Kryształu. Prace w tej dziedzinie są prowadzone do dziś, bowiem wciąż pojawiają się nowe problemy związane z ochroną różnych kategorii ofiar wojny.

### Prezesi Międzynarodowej Federacji Stowarzyszeń Czerwonego Krzyża i Czerwonego Półksiężyca (IFRC)
- 1919 – 1922: Henry Davison (USA)
- 1922 – 1935: John Barton Payne (USA)
- 1935 – 1938: Cary Travers Grayson (USA)
- 1938 – 1944: Norman Davis (USA)
- 1944 – 1945: Jean de Muralt (Szwajcaria)
- 1945 – 1950: Basil O’Connor (USA)
- 1950 – 1959: Emil Sandstrom (Szwecja)
- 1959 – 1965: John MacAulay (Kanada)
- 1965 – 1977: José Barroso Chávez (Meksyk)
- 1977 – 1981: Adetunji Adefarasin (Nigeria)
- 1981 – 1987: Enrique de la Mata (Hiszpania)
- 1987 – 1997: Mario Enrique Villarroel Lander (Wenezuela)
- 1997 – 2000: Astrid N. Heiberg (Norwegia)
- 2001 – 2009: Don Juan Manuel Suárez Del Toro Rivero (Hiszpania)
- 2009 – 2017: Tadateru Konoé (Japonia)
- 2017 - obecnie: Francesco Rocca (Włochy)

## Czerwony Kryształ

Czerwony Kryształ

Czerwony Kryształ to nowy znak ochronny wprowadzony III Protokołem Dodatkowym (wszedł w życie 14 stycznia 2007 r.) do konwencji genewskich o ochronie ofiar wojny z dnia 12 sierpnia 1949 r. Celem wprowadzenia nowego znaku nie było zastąpienie pozostałych znaków (Czerwonego Krzyża, Półksiężyca, Gwiazdy Dawida) nowym, nie kojarzącym się ani z chrześcijaństwem, ani z islamem, ani z judaizmem, ani z żadną inną religią – ale stworzenie neutralnego, nowego obok istniejących w prawie międzynarodowym znaku. Wewnątrz granic własnego państwa istnieje dla stowarzyszenia krajowego możliwość wpisania w kryształ: krzyża, półksiężyca, gwiazdy Dawida lub kombinacji powyższych znaków.

## Czerwona Gwiazda Dawida

Czerwona Gwiazda Dawida

W Izraelu jako symbol stosowana była Czerwona Gwiazda Dawida. Był to jeden z powodów, dla których izraelska organizacja do 2006 roku była jedynie obserwatorem, a nie pełnoprawnym członkiem Międzynarodowej Federacji Stowarzyszeń Czerwonego Krzyża i Czerwonego Półksiężyca. Obecnie Magen Dawid Adom jest pełnoprawnym członkiem Federacji i Ruchu.

## Czerwony Lew i Słońce

Czerwony Lew i Słońce

Czerwony Lew i Słońce był stosowany jako znak ochronny wojskowych służb medycznych oraz znak informacyjny stowarzyszenia krajowego w Persji czyli dzisiejszym Iranie, jednakże po wybuchu rewolucji islamskiej zaniechano w 1980 roku stosowania tego symbolu, zastępując go stosowanym w większości pozostałych krajów islamskich Czerwonym Półksiężycem.

## Ochrona prawna
Obowiązująca I Konwencja Genewska z 1949 w art. 44 dozwala na używanie znaku i nazwy Czerwony Krzyż bądź Krzyż Genewski (odpowiednio też innych symboli wspomnianych uprzednio) w czasie wojny i pokoju jedynie do oznaczenia lub chronienia formacji i zakładów sanitarnych, ich personelu i sprzętu. W czasie pokoju z upoważnienia krajowego stowarzyszenia należącego do ruchu można wyjątkowo używać znaku do oznaczania pojazdów używanych jako ambulanse i do wskazywania położenia punktów opatrunkowych, zastrzeżonych wyłącznie dla udzielania bezpłatnej pomocy lekarskiej rannym i chorym.
W Polsce za bezprawne używanie znaku grozi kara grzywny (art. 15 ustawy z 16 listopada 1964 r. o Polskim Czerwonym Krzyżu), zaś w czasie wojny – kara pozbawienia wolności do lat 3 (art. 126 § 1 Kodeksu karnego).